# Hettlingen (Wertingen)
Hettlingen ist ein der Stadtteil von Wertingen im schwäbischen Landkreis Dillingen an der Donau in Bayern. Hettlingen wurde am 1. Juli 1976 nach Wertingen eingemeindet. Der Weiler liegt dreieinhalb Kilometer südwestlich von Wertingen am Talhang der Zusam.

## Geschichte
Hettlingen wird erstmals in den Jahren 1184–1202 in einer Aufzeichnung des Domstifts Augsburg als Hetlingen urkundlich genannt. Möglicherweise ist der Ort als eine Ausbausiedlung von Zusamaltheim entstanden. Im Hoch- und Spätmittelalter gehörte das Dorf zur Herrschaft Bocksberg und kam 1504 unter Rieter von Bocksberg an das Domkapitel Augsburg. Dort war Hettlingen bis zur Säkularisation 1802/03 dem Obervogtamt Zusamaltheim unterstellt. In Bayern kam der Ort zum Landgericht Wertingen.
Zur ehemals selbständigen Gemeinde Hettlingen gehörte der Weiler Marzelstetten, der zum 1. Juli 1964 nach Zusamaltheim eingemeindet wurde.

## Religionen
Der Ort gehörte immer zur Pfarrei Zusamaltheim. Die alte Kapelle Zu den Sieben Schmerzen Mariä von 1861 wurde 1965 abgerissen und an gleicher Stelle ein Neubau errichtet.